# 中国地質大学 (武漢)
中国地質大学（武漢）（ちゅうごくちしつだいがく（ぶかん））は、中華人民共和国湖北省武漢市にある大学。教育部直轄で国土資源部が共同建設する国家重点大学。地質・資源・環境・地学工程技術などを中心に、理・工・管理・法などの学科も有する。地球システム科学を主要領域として、応用科学、先端科学を重点発展学科とする学科体系を構築しており、地球規模での資源環境領域における研究に人材を輩出する重要な基地となっている。中国で最初に大学院を設立した33大学のうちの一つで、国家211プロジェクトにも組み込まれている。2017年9月、双一流一流学科構築大学に選出された。

## 沿革
1952年に北京大学、清華大学、北洋大学（現天津大学）、唐山鉄道学院（現北京交通大学）、中国鉱業学院の地質学科が合併して成立した北京地質学院を前身とする。1970年に湖北省へ移転し、湖北地質学院に改称。1975年に武漢へ移転し、武漢地質学院に改称。1978年に北京の元キャンパスに「武漢地質学院北京研究生部」を設立。1987年、国家教育委員会は武漢キャンパスと北京キャンパスの2カ所を中国地質大学として承認した。2005年に北京キャンパスは独立して中国地質大学（北京）となった。

## 出身者
- 温家宝: 政治家。2003年から2013年まで国務院総理（首相）を務めた。
- 王安順: 政治家。2013年から2016年まで北京市長を務めた。
- 欧陽自遠（英語版）: 地球科学者。
- 王勇峰（英語版）: 登山家。七大陸最高峰登頂達成者。
- 李致新（英語版）: 登山家。七大陸最高峰登頂達成者。

## 日本における協定校
- 新潟大学